# Jacques Caffieri
Jacques Caffieri (* 25. August 1678 in Paris; † 23. November 1755 ebenda) war ein französischer Bildhauer.
Jacques Caffieri wurde am 25. August 1678 als jüngster Sohn des französischen Bildhauers Philippe Caffieri in Paris geboren. 
Er bildete seine beiden Söhne Philippe Caffieri und Jean-Jacques Caffieri zu Bildhauern in seinem eigenen Atelier aus.

## Werke (Auswahl)

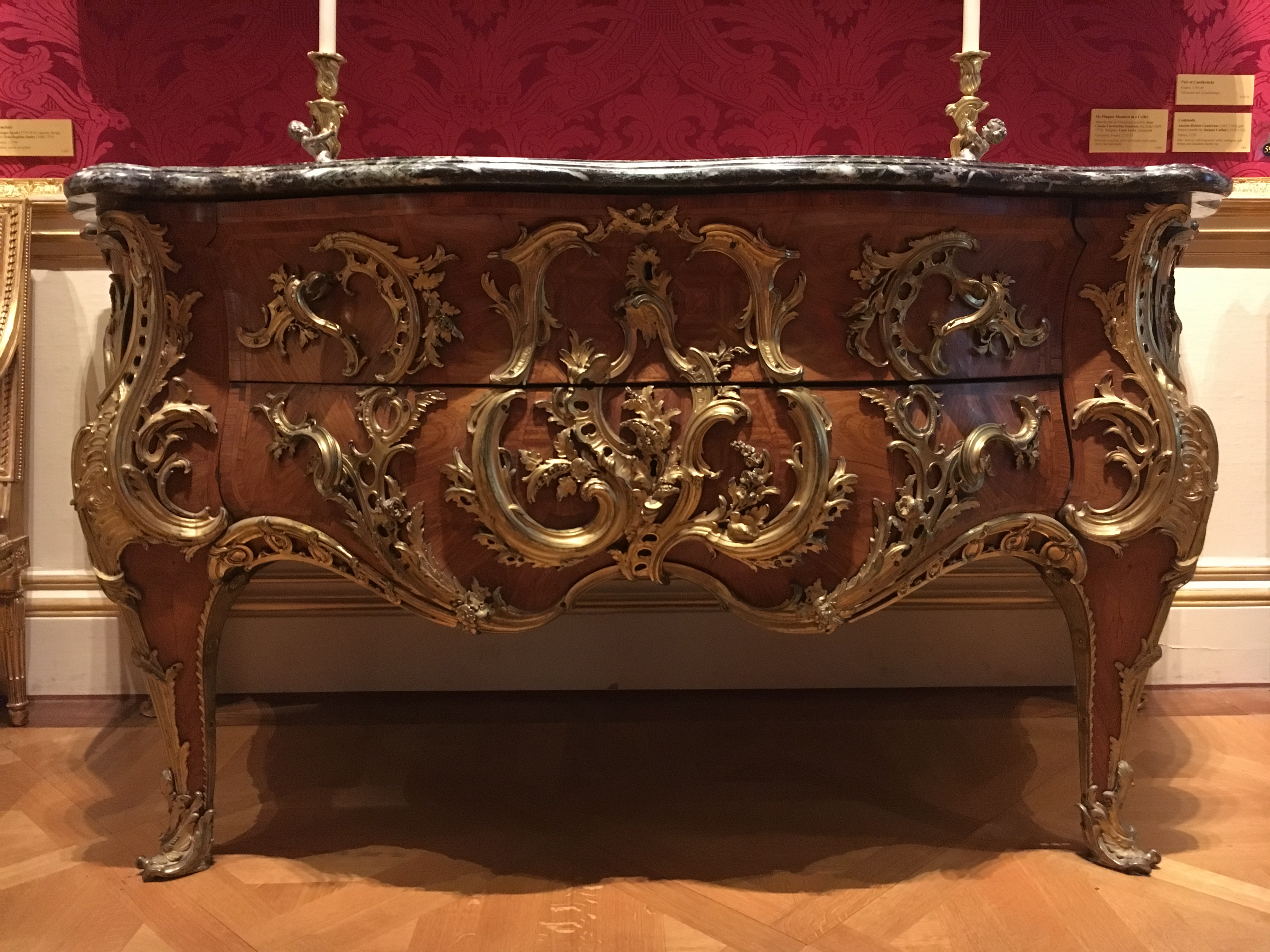
Kommode für König Louis XV.
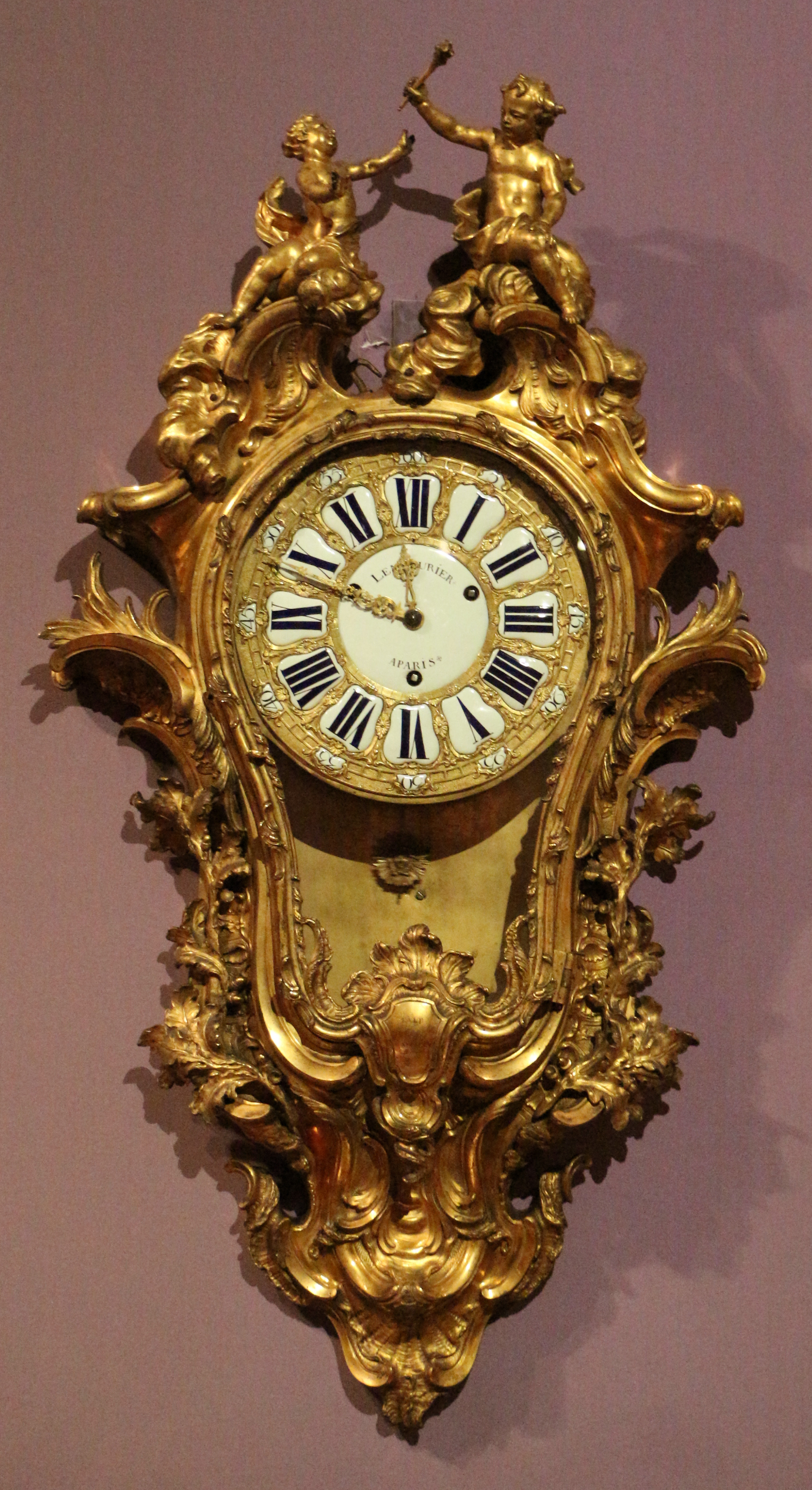
Uhrgehäuse, um 1750
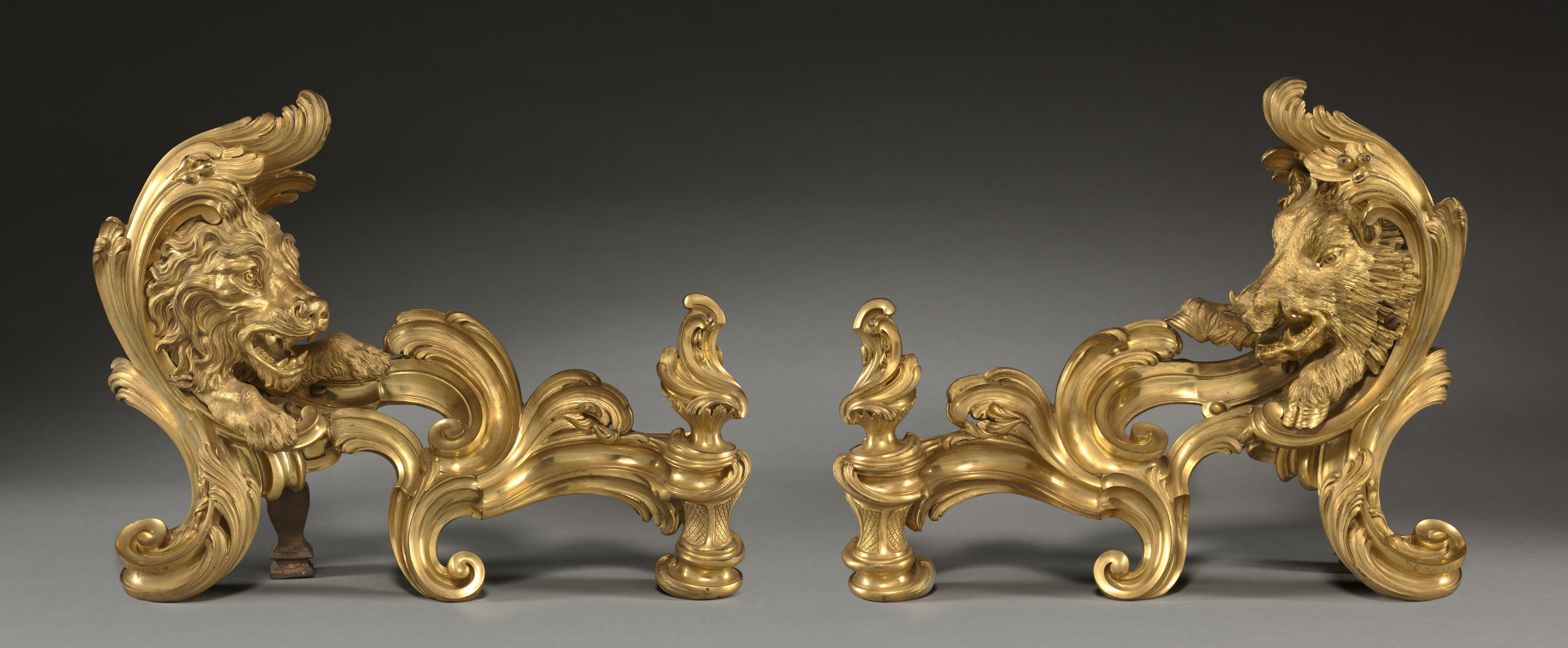
Feuerböcke
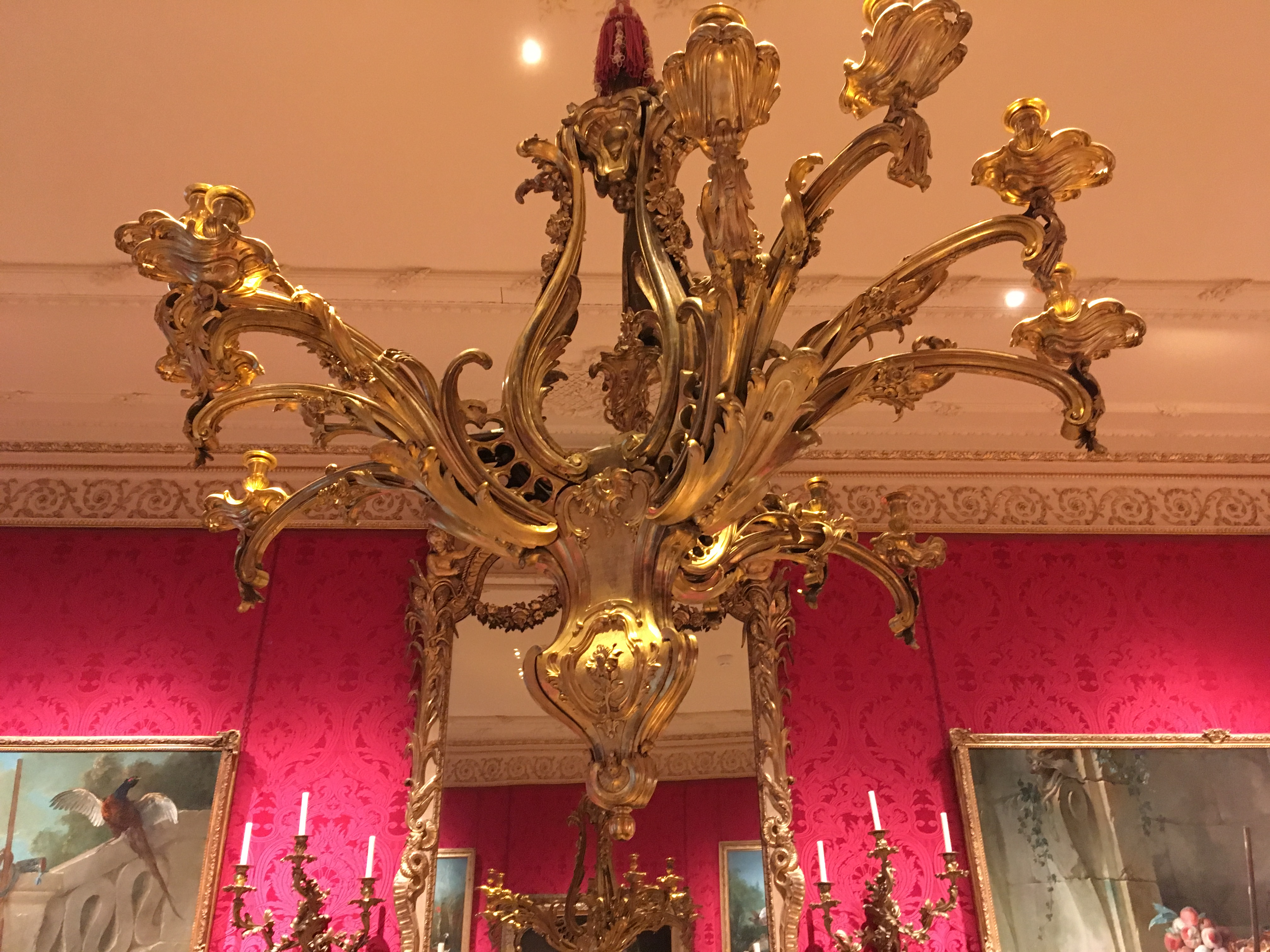
Kronleuchter, um 1751

Caffieri arbeitete überwiegend mit Bronze, welches er oft für seine Werke vergoldete. Bedeutend sind seine dekorativen Arbeiten im Rokokostil an Uhrgehäusen, Kommoden, Schreibtischen und Bronzebüsten. Seine Werke sind unter anderem im Metropolitan Museum of Art in New York ausgestellt.